# جوناثان أنطوان
جوناثان أنطوان (بالإنجليزية: Jonathan Antoine)‏ (من مواليد 13 يناير 1995) هو مغني أوبرا إنجليزي من أصوات التنور. اشتهر بعد ظهوره في النسخة السادسة من برنامج المواهب بريطانيا غوت تالنت في عام 2012 باعتباره نصف الثنائي الكلاسيكي جوناثان وشارلوت قبل أن ينفصل الثنائي ويبدأ مسيرته المنفردة باطلاق ألبومه الأول Tenore في المملكة المتحدة في 13 أكتوبر 2014

## وصلات خارجية
- جوناثان أنطوان على موقع IMDb (الإنجليزية)
- جوناثان أنطوان على موقع ميوزك برينز (الإنجليزية)
- جوناثان أنطوان على موقع ديسكوغز (الإنجليزية)
- جوناثان أنطوان على موقع قاعدة بيانات الفيلم (الإنجليزية)

- الموقع الرسمي
- فيسبوك
- تويتر